# 道の駅湧水の郷しおや
道の駅湧水の郷しおや（みちのえき ゆうすいのさと しおや）は、栃木県塩谷郡塩谷町にある国道461号の道の駅である。
尚仁沢湧水にちなんだ名称であり、外観は船村徹が塩谷町出身であることから、ピアノの鍵盤をモチーフとしている。

## 施設
- 駐車場
  - 小型車：95台
  - 大型車：6台
  - 身障者用：3台
- トイレ（いずれも24時間利用可能）
  - 男：7器
  - 女：6器
  - 身障者用：1器（オストメイト対応）
- 地域交流センター（9:00 - 17:00）
- 農村レストラン（11:00 - 15:00）
- 農産物直売所（9:00 - 17:00）
- 無料休憩コーナー
- 情報発信コーナー（9:00 - 17:00）
- 自動販売機
- 屋外広場
- 体験農園
- ピアノ展示（船村徹が幼少期に使用したもの）

## 休館日
- 第1・3火曜日、年末年始

## アクセス
- 国道461号

## 周辺
- 栃木県道77号宇都宮船生高徳線
- 鬼怒川